# Horní Olešná
Horní Olešná (také Horní Volešná, německy Ober Woleschna) je vesnice, část obce Popelín v okrese Jindřichův Hradec v Jihočeském kraji. Nachází se asi tři kilometry východně od Popelína. Prochází zde silnice II/134. Je zde evidováno 52 adres. Žije zde 80 obyvatel.
Horní Olešná je také název katastrálního území o rozloze 4,84 km².

## Historie
První písemná zmínka o vesnici pochází z roku 1376.

## Obyvatelstvo
| Rok            | 1869 | 1880 | 1890 | 1900 | 1910 | 1921 | 1930 | 1950 | 1961 | 1970 | 1980 | 1991 | 2001 | 2011 | 2021 |
| -------------- | ---- | ---- | ---- | ---- | ---- | ---- | ---- | ---- | ---- | ---- | ---- | ---- | ---- | ---- | ---- |
| Počet obyvatel | 230  | 249  | 255  | 265  | 255  | 266  | 228  | 174  | 154  | 108  | 84   | 83   | 70   | 89   | 80   |
| Počet domů     | 37   | 38   | 37   | 38   | 37   | 38   | 36   | 45   | 40   | 38   | 33   | 45   | 46   | 51   | 51   |

## Obecní správa
Při sčítání lidu v letech 1850–1975 Horní Olešná byla samostatnou obcí, se kterým patřila nejprve do okresu Dačice, ale v roce 1950 v okrese Kamenice nad Lipou a od roku 1960 v okrese Jindřichův Hradec. Od 1. ledna 1976 do 30. června 1985 byla částí obce Zahrádky v okrese Jindřichův Hradec. Od 1. července 1985 je částí obce Popelín v okrese Jindřichův Hradec. Poté se Zahrádky opět osamostatnily, ale Horní Olešná již zůstala součástí Popelína.